# Nistor Teodorescu
Nistor Teodorescu (n. 15 martie 1893, Nicorești, Tecuci, România – d. 7 iunie 1979, București, România) a fost un ofițer român de grăniceri, care a luptat în cel de-al Doilea Război Mondial. A fost înaintat ulterior la gradul de general.
În august 1969, cu ocazia aniversării a 25 de ani de la Lovitura de stat din 23 august 1944, colonelul în retragere Nistor Teodorescu a fost înaintat la gradul de general-maior (cu o stea).

## Lucrări
- La Mălini în august 1944, Editura Militară, București, 1966

## Decorații
- Ordinul „Coroana României”